# Główczyn-Towarzystwo
Główczyn-Towarzystwo – wieś w Polsce położona w województwie mazowieckim, w powiecie grójeckim, w gminie Mogielnica. 
Przez wieś przepływa rzeka Mogielanka, przez wiele lat we wsi pracował młyn wodny na tej rzece. Do lat 90 XX wieku czynna była we wsi szkoła podstawowa. 
W latach 1975–1998 miejscowość administracyjnie należała do województwa radomskiego.